# 슈퍼히어로 (텔레비전 프로그램)
슈퍼히어로는 KBS 2TV의 매주 토요일 오후 4시 55분에서 목요일 저녁 8시 30분의 예능 프로그램 입니다 종료되다.

## 기획 의도
무정

## 방송시간
| 방송 채널 | 방송일                       | 방송 시간             |
| --------- | ---------------------------- | --------------------- |
| KBS 2TV   | 2021년 12월 11일 ~ 12월 18일 | 토 16:55 ~ 18:05 종료 |
| KBS 2TV   | 12월 23일 ~ 12월 30일        | 목 20:30 ~ 21:30 종료 |

## 출연진
- 김숙
- 붐
- 김동현

## 결방
- 12월 25일 : 드라마 (재) 결방

## 같이 보기
- KBS 뉴스 9 (KBS 1TV)
- 재난탈출 생존왕 (KBS 1TV)
- 위기탈출 넘버원 (KBS 2TV)
- EBS 저녁뉴스 (EBS 1TV)
- MBC 뉴스데스크 (MBC TV)
- SBS 8 뉴스 (SBS TV)
- OBS 뉴스중심 (OBS경인TV)
- JTBC 뉴스룸 (JTBC)
- MBN 종합뉴스 (MBN)
- TV조선 뉴스 9 (평일) (TV조선)
- TV조선 뉴스 7 (주말) (TV조선)
- 뉴스A (채널A)
- YTN 뉴스나이트 (평일) (YTN)
- YTN 뉴스와이드 (2150) (주말) (YTN)
- 뉴스투나잇 (평일) (연합뉴스TV)
- 뉴스 23 (주말) (연합뉴스TV)
- 김종배의 시선집중 (MBC 표준FM)
- 표창원의 뉴스 하이킥 (MBC 표준FM)
- 오창익의 뉴스공감 (cpbc FM)
- BBS 뉴스파노라마 (BBS FM)